# Personutredning
Personutredning avser i Sverige en juridiskt reglerad redovisning av en persons bakgrund, nuvarande situation och hur han eller hon ser på sin framtid. Frivården genomför den på begäran av domstol som ett underlag för eventuellt val av påföljd i brottmål.

## Källa
- Broschyr 4018 från Kriminalvården